# José de la Paz Herrera
José de la Paz Herrera (Soledad, 21 novembre 1940 – Tegucigalpa, 28 aprile 2021) è stato un calciatore e allenatore di calcio honduregno.

## Palmarès

### Allenatore

#### Competizioni nazionali
- Campionato honduregno: 2

Olimpia: 1992-1993, 1995-1996
- Copa de Honduras: 1

Olimpia: 1998